# Donkey Kong 64
Donkey Kong 64 (ドンキーコング64?, Donkī Kongu 64) è un videogioco di tipo avventura/platform, derivato dal celebre arcade Donkey Kong, e sviluppato dalla Rare per la console Nintendo 64. Fu pubblicato dalla Nintendo il 6 dicembre 1999. Fu il primo videogioco Nintendo 64 a richiedere un Expansion Pak (che fu incluso nella prima release del gioco). Questo videogioco è il seguito diretto della trilogia Donkey Kong Country (Super Donkey Kong) per Super Famicom/SNES. Il gioco è un platform 3D che riprende lo stile di Super Mario 64, anche se molte aree sembrano derivare direttamente da Banjo-Kazooie, altro videogioco della Rare messo in commercio alla fine del 1998.

## Trama
King K. Rool vuole demolire per sempre l'isola dove vivono i Kong, però il laser progettato non funziona. Inoltre l'isola Krodilla, in seguito ad un malfunzionamento meccanico, resta ferma di fronte all'isola di DK. King K.Rool decide allora di catturare gli amici di Donkey Kong e di rubargli le banane dal suo deposito. Il compito di DK (personaggio con cui inizierete l'avventura) sarà quello di raccogliere tutte le banane rubate e di liberare i suoi amici.

## Modalità di gioco

Donkey Kong mentre esplora la giungla.

Il gioco dispone di 8 livelli, in ognuno dei quali si trovano 500 banane da raccogliere (100 di uno stesso colore per ogni personaggio) e 25 maxi banane da prendere (5 per ogni personaggio) attraverso diversi minigiochi. Ogni livello ha un boss che può essere sfidato solo da uno dei 5 personaggi. Per confrontarsi col mostro, bisogna disporre di un certo numero di banane. Tramite un sistema di upgrade dei personaggi, i Kong possono acquisire nuove mosse e tecniche.
- Nel primo quadro, viene liberato Diddy Kong;
- Nel secondo, vengono liberati Tiny Kong e Lanky Kong;
- Nel terzo, viene liberato Chunky Kong.

Le ambientazioni dei livelli spaziano dalla giungla al fondo del mare, passando per deserti, grotte e fabbriche abbandonate. Oltre alla modalità single player, il gioco dispone anche di una funzione multiplayer per quattro giocatori, oltre a molti minigiochi affrontabili anche in singolo.

## Personaggi
Ognuno dei cinque personaggi principali ha un tipo di arma diverso e può raccogliere un tipo di banane, monete e blueprints (progetti) di diverso colore.
Donkey Kong: è il capo del clan dei Kong. Ha un buon equilibrio di agilità e forza. Può raccogliere le banane gialle. La sua arma è un fucile di legno che spara noci di cocco; i suoi strumenti musicali sono un paio di bonghi.
- Pedana di Cranky: affronta una sezione piena di barili blast, utile a sbloccare ricompense o meccanismi nel livello.
- Barile di Cranky: diventa invincibile, e può camminare anche sulla lava e sabbie mobili.

Diddy Kong: Amico di Donkey, è molto più agile data la piccola statura, ma ha anche poca forza di attacco. Può raccogliere le banane rosse. Le sue armi sono due pistole in legno che sparano noccioline americane, il suo strumento è una chitarra elettrica.
- Pedana di Cranky: usando la coda, Diddy salta ad altezze straordinarie.
- Barile di Cranky: due barili-propulsori permettono a Diddy di volare e contemporaneamente sparare noccioline.

Lanky Kong: è un orango dall'aspetto buffo, che usa le lunghe braccia per attaccare i nemici. Può raccogliere le banane blu. La sua arma è una cerbottana che spara bacche d'uva, e il suo strumento è un trombone.
- Pedana di Cranky: si gonfia come un pallone. Questo gli permette di fluttuare per un breve lasso di tempo.
- Barile di Cranky: cammina sulle mani ad alta velocità.

Tiny Kong: l'unico Kong di sesso femminile del gruppo, è molto agile e usa le trecce per roteare nell'aria. Può raccogliere le banane viola. La sua arma è una balestra che spara piume rosse; il suo strumento è un sassofono.
- Pedana di Cranky: si teletrasporta su un'altra pedana dello stesso livello.
- Barile di Cranky: Tiny diventa piccolissima, per entrare in passaggi piccoli e per essere trasportata da Squaks.

Chunky Kong: dotato di un'enorme stazza, è dotato di un’immensa forza bruta, ma anche di un’indole pacifica e ingenua. Può raccogliere le banane verdi. La sua arma è un bazooka di legno che spara ananas; il suo strumento è il triangolo.
- Pedana di Cranky: diventa invisibile.
- Barile di Cranky: diventa gigantesco, aumentando la sua forza considerevolmente.

Tra gli amici animali, ritornano Rambi, in cui Donkey può trasformarsi, e Enguarde, in cui Lanky può trasformarsi.

### Personaggi non giocabili
- Cranky Kong: in questo gioco gestisce il suo laboratorio di pozioni che elargisce ai protagonisti in cambio di monete. Le pozioni danno ai protagonisti delle nuove abilità speciali.
- Wrinkly Kong: la nonna dei Kong è presente come fantasma, dato che è morta dopo Donkey Kong Country 3, come lei stessa afferma. Le si può parlare usando porte appena fuori l'entrata di ogni livello; ella dà consigli su come trovare le Banane d'Oro nel livello.
- Funky Kong: in questo gioco, Funky vende le armi ai suoi cugini, ognuna diversa per personaggio. Vende anche delle espansioni per portare più munizioni o per mirare meglio.
- Candy Kong: ritorna la provocante fidanzata di Donkey, che qui vende strumenti musicali e meloni-vita.
- Squaks: un pappagallo che porta delle Banane d'Oro ai Kong e trasporta Tiny quando diventa minuscola.